# 慈善组织会社
慈善组织会社（英語：Charity Organization Society，也称）是一家慈善组织，1869年成立于英格兰，旨在协调组织百余名志愿者救济贫困人民。该组织相信，如果未作出深入调查便直接救济，便会造就出一批只懂得衣来伸手饭来张口的人。该组织在登门拜访贫困者时，经常不是提供物资救济，而是通过联系、协调志愿者或其他慈善组织的方式进行救助。此外，该组织在调查中发现，许多人之所以贫穷不是因为物资的匮乏，而是不懂得如何管理自己的财产，因此有时亦会就开销问题提供建议。